# Direstüi
Direstüi (en rus: Дырестуй) és un poble de la República de Buriàtia, a Rússia, segons el cens del 2010 tenia 1.095 habitants.